# 국제사이버대학교
국제사이버대학교(國際사이버大學校, GukJe Cyber University)는 대한민국의 4년제 종합 사이버대학이다. 1950년 설립된 학교법인 광동학원이 2003년 설립하였으며, 2008년 개정된 고등교육법에 따라 평생교육법상의 원격대학에서 고등교육법상의 사이버대학으로 전환되었다.

## 대학소개
2002년 학교법인 광동학원이 교육인적자원부로부터 설립인가를 받아 다음해 국제디지털대학교로 문을 열었다. 개교 당시 3개 계열 5개 학과로 출발했으며, 이후 전공을 늘리고 정원을 조정했다. 2004년 교육콘텐츠 연구개발분야 ISO 9001 인증을 획득했고, 2005년 축구부와 야구부를 창단했다.
2008년 수원시 인계동의 신규 독립교사로 이전했고, 온라인 TESOL 과정을 개설했다. 그 해 고등교육법의 적용을 받는 4년제 정규대학으로 전환되었으며, 원격대학 종합평가에서 우수대학으로 선정되었다. 2009년 IBT 토플시험장을 개원했고, 정보보호관리체계(ISMS) 인증을 획득했다. 2011년에는 국제사이버대학교로 교명을 변경하였으며 현장 활용성이 높은 사이버대 학과 신설 프로그램(2011), 특성화 강의 콘텐츠 개발 선정(2011), 웰빙 스마트팜 귀농귀촌과정(2018), 60+ 시니어 허브의 365를 위한 안전코칭 전문가 양성과정(2020) 등 교육부와 한국교육학술정보원이 지원하는 다수의 재정 지원 사업에 선정되었다. 2020년에는 (사)한국인터넷전문가협회(KIPFA)가 주최한 ‘웹어워드 코리아 2020’ 교육분야 사이버대학 부문에서 대상을 수상했다.
2024년 현재 6개 학부(스마트경영학부, 휴먼복지학부, 상담학부, ICT공학부, 미래융합학부, 영상문화학부가)가 있고 13개 학과, 3개 전공(경영학과, 부동산학과, 뷰티비즈니스학과, 노인복지학과, 사회복지학과, 상담심리학과, 아동가족상담학과, 특수상담치료학과, 소방방재안전학과, 안전보건공학과, 건강스포츠학과, 웰빙귀농조경학과, 평생교육전공, 한국어교육전공, 엔터테인먼트학과, 인터넷방송전공)가 있으며 부설기관으로는 평생교육원, 전자도서관, 산학협력단, 서울학습관, 안양학습관, 수원학습관, 사회공헌혁신센터, 휴먼서비스센터가 있다.
PC, 스마트폰만 있으면 언제 어디서나 수업을 듣고, 시험 응시가 가능하며 일반 대학 1/4 수준의 합리적인 등록금, 30여 가지의 다양한 교내 장학제도 운영으로 학생들의 등록금 부담을 줄이고 있다. 학과별 지도교수, 조교가 세심한 학사 관리를 통해 입학부터 졸업까지 학업을 완주할 수 있도록 지원하며 진로, 진학, 자격증 취득 계획 등 학생별 목표에 따른 맞춤형 커리큘럼을 제공한다. 학습에 관한 질의를 24시간 이내 담당 교수가 직접 답변해주는 채널도 구축되어 있어 사이버대학의 교육 환경이 낯선 학생들도 쉽게 학업에 적응할 수 있다.
국내 유수 기업을 포함하여 중앙 행정 기관 및 지방자치단체, 공사 및 공단 등 약 700여개 기관과의 산학협력, 학술교류를 통해 학생들을 위한 협력기관 취업 연계, 인적 네트워크 구축 등 다양한 교류 협력을 이어 나가고 있다.

## 위치
- 국제사이버대학교 본교(경기도 수원시 팔달구 경수대로 490)
- 국제사이버대학교 서울학습관(서울특별시 서초구 서초중앙로 151 B2)
- 국제사이버대학교 수원학습관(경기도 수원시 권선구 오목천동 685-1)
- 국제사이버대학교 안양학습관(경기도 안양시 동안구 관양동 하이필드지식산업센터 A동 508호)

## 연혁
- 2003 국제디지털대학교 개교
- 2004 사이버대학 최초 교육콘텐츠 연구개발분야 ISO9001획득
- 2008 고등교육법상의 4년제 정규대학으로 전환
- 2019 사이버대학 최초 '경기꿈의대학' 참여대학으로 선정
- 2020 교육부 사이버대학 특성화 재정지원사업 선정
- 2020 웹어워드코리아 2020 교육 분야 사이버대학 부문 대상 수상
- 2022 2022년 K-MOOC 자율참여강좌 협약 체결
- 2023 개교 20주년

## 개설 학과·전공(2024년)
- 2024년 기준, 6개 학부 13개 학과 3개 전공이 설치 운영중이다.
- 스마트경영학부 (경영학과, 부동산학과, 뷰티비즈니스학과)
- 휴먼복지학부 (노인복지학과, 사회복지학과)
- 상담학부 (상담심리학과, 아동가족상담학과, 특수상담치료학과)
- ICT공학부 (소방방재안전학과, 안전보건공학과)
- 미래융합학부 (건강스포츠학과, 웰빙귀농조경학과, 평생교육전공, 한국어교육전공)
- 영상문화학부 (엔터테인먼트학과, 인터넷방송전공)
- 융합전공(미디어커머스 전공, 시니어안전코칭 전공, 청소년지도 전공, 치유농업 전공, 조경 전공, 시니어모델 전공)